# Aplocheilichthys
Aplocheilichthys là một chi cá trong họ Poeciliidae có nguồn gốc ở châu Phi, một số loài trong chi này được nuôi làm cảnh như cá mắt đèn hay cá mắt xanh (Aplocheilichthys normani).

## Các loài
Có tất cả 24 loài được ghi nhận trong chi này
- Aplocheilichthys antinorii (Vinciguerra, 1883) (Black lampeye)
- Aplocheilichthys atripinna (Pfeffer, 1896)
- Aplocheilichthys brichardi (Poll, 1971) (Brichard's lampeye)
- Aplocheilichthys bukobanus (C. G. E. Ahl, 1924) (Bukoba lampeye)
- Aplocheilichthys centralis Seegers, 1996 (Central East African lampeye)
- Aplocheilichthys fuelleborni C. G. E. Ahl, 1924 (Lake Rukwa lampeye)
- Aplocheilichthys hutereaui (Boulenger, 1913) (Meshscaled topminnow)
- Aplocheilichthys jeanneli (Pellegrin, 1935) (Omo lampeye)
- Aplocheilichthys johnstoni (Günther, 1894) (Johnston's topminnow)
- Aplocheilichthys katangae (Boulenger, 1912) (Striped topminnow)
- Aplocheilichthys kingii (Boulenger, 1913)
- Aplocheilichthys kongoranensis (C. G. E. Ahl, 1924) (Kongoro lampeye)
- Aplocheilichthys lacustris Seegers, 1984 (Kibiti Lampeye)
- Aplocheilichthys lualabaensis (Poll, 1938) (Lualaba lampeye)
- Aplocheilichthys macrurus (Boulenger, 1904) (Big tailed lampeye)
- Aplocheilichthys mahagiensis L. R. David & Poll, 1937
- Aplocheilichthys meyburghi Meinken, 1971
- Aplocheilichthys moeruensis (Boulenger, 1914) (Moero lampeye)
- Aplocheilichthys myaposae (Boulenger, 1908) (Natal topminnow)
- Aplocheilichthys myersi Poll, 1952 (Hummingbird lampeye)
- Aplocheilichthys pumilus (Boulenger, 1906) (Tanganyika lampeye)
- Aplocheilichthys rudolfianus (Worthington, 1932) (Lake Rudolf lampeye)
- Aplocheilichthys spilauchen (A. H. A. Duméril, 1861) (Banded lampeye)
- Aplocheilichthys vitschumbaensis C. G. E. Ahl, 1924 (Bitschumbi lampeye)

Chưa xác định
- Aplocheilichthys sp. nov.
- Aplocheilichthys sp. nov. 'Baringo'
- Aplocheilichthys sp. nov. 'Naivasha'

## Cá cảnh
Cá Mắt đèn, Cá Mắt xanh phân bố rộng rãi ở phía bắc châu Phi là loài cá nhỏ, đẹp và hiền lành, thích hợp sống chung với những loài cá tĩnh lặng. Sống thành bầy (ít nhất là 8 đến 10 con). Sở dĩ chúng có tên như vậy là do một phần của mắt có màu xanh và dễ dàng nhìn thấy ở cự ly xa. Cá dễ sinh sản, đẻ trứng trên giá thể cây thủy sinh, trứng nở sau 12 – 14 ngày. Cá bơi thành đàn rất đẹp trong bể trồng nhiều cây thủy sinh, thả nhóm ít nhất 10 con. Cá cũng thích hợp trong bể nuôi chung với các loại cá hồ rong khác. Cá khỏe và dễ nuôi. Cá ăn giáp xác, côn trùng nhỏ, trùng chỉ và thức ăn viên